# Francesca Scanagatta

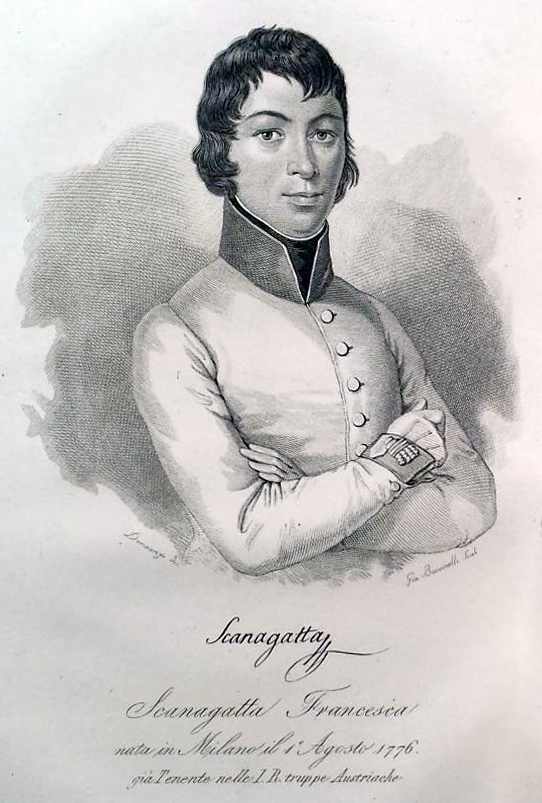
Francesca Scanagatta

Francesca Scanagatta (* 1. August 1776 in Mailand; † 1865 ebenda), auch Franziska Scanagatta, war ein Offizier der kaiserlichen Armee. Als ein Fall unter zahlreichen, in denen eine Frau als Mann ihren Militärdienst leistete, zählt ihr Fall laut dem Historiker Nikolaus Reisinger zu einem der bestdokumentierten.
Francesca Scanagatta war die einzige Absolventin der Theresianischen Militärakademie in Wiener Neustadt zwischen ihrer Gründung 1751 und dem Jahr 2003, als erstmals wieder vier weibliche Offiziere ausgemustert wurden. Ihre Ausbildung an der Militärakademie „erschlich“ sie sich, indem sie sich als Mann ausgab. Scanagatta diente bis 1801 dem österreichischen Militär und brachte es bis zum Leutnant. In dieser Zeit gelang es ihr stets, ihre wahre Identität zu verbergen. Das Ende ihrer militärischen Laufbahn kam erst dadurch zustande, dass ihr Vater sie verriet. Dennoch wurde sie mit allen Ehren aus dem Militärdienst entlassen und erhielt bis zu ihrem Tod eine Leutnants- sowie nach dem Tod ihres Ehemannes zusätzlich eine Witwenpension.

## Leben
Francesca Scanagattas Eltern waren wohlhabend, sodass sie während ihrer Kindheit in Mailand eine umfangreiche Bildung erhielt. Im Jahre 1794 wollte Scanagattas Vater ihren Bruder Giacomo an der Militärakademie in Wiener Neustadt und sie selbst in einer Wiener Klosterschule unterbringen. Giacomo gestand seiner Schwester, dass er keine Lust zum Soldatenberufe habe. Daraufhin fasste sie den Plan, anstelle ihres Bruders die Militärakademie zu besuchen. Eine Reihe von glücklichen Zufällen erleichterte dabei ihr Vorhaben. Die Geschwister reisten unter Obhut eines Sekretärs, der keine Ahnung hatte, dass einer der beiden angeblichen Brüder eine verkleidete Frau war. Als externe Frequentantin konnte Scanagatta beim Oberarzt der Akademie Dr. Ferdinand Haller, ein Bekannter ihres Vaters, der dessen Kinder jedoch noch nie gesehen hatte, Quartier nehmen. Da sie nicht mit ihren Kameraden zusammen wohnen musste, konnte sie ihr Inkognito leichter wahren.
Als Scanagattas Vater erfuhr, dass sie anstelle ihres Bruders die Militärakademie besuchte, reiste dieser sofort nach Wien, um seine Tochter eigenhändig zur Klosterschule zu bringen. Er konnte von diesem Vorhaben allerdings abgebracht werden, nicht zuletzt da Haller ihm (weiterhin im Glauben es handele sich bei Scanagatta um einen jungen Mann) von den hervorragenden Leistungen an der Akademie seines vermeintlichen Sohnes vorschwärmte. Während ihrer gesamten Zeit auf der Akademie konnte Scanagatta ihr wahres Geschlecht verbergen. Ihre damaligen Klassenkameraden gaben später an, niemals daran gezweifelt zu haben, dass es sich bei ihr um einen Mann gehandelt habe.
Im Januar 1797 wurde sie als Fähnrich zum Warasdiner Grenz-Infanterieregiment Nr. 6 ausgemustert. Zunächst diente Scanagatta als Zugskommandant und kämpfte 1797 gegen die napoleonischen Truppen, die sich gerade auf ihrem Italienfeldzug befanden, zunächst bei der Besatzungstruppe der Festung Mainz. Es folgten mehrere Garnisonsaufenthalte in Böhmen, Mähren, der
Steiermark und in Kärnten. 1798 wurde sie zum Infanterieregiment 56 nach Galizien versetzt. Dort schöpften einige Offiziersgattinnen Verdacht bezüglich Scanagattas Identität. Als sie von einem Offizier mit den von den Frauen gestreuten Gerüchten konfrontiert wurde, antwortete sie jedoch forsch:

„Wenn dem so ist, dann müssen wir natürlich die Entscheidung dieser strittigen Frage den Damen — als von ihnen aufgeworfen — überlassen, und ich erlaube mir, Ihre Frau Gemahlin zur Schiedsrichterin zu erbitten, der ich mich herzlich gern zur Verfügung stelle.“

Der Offizier entschuldigte sich und die Gattinnen waren eingeschüchtert, sodass Scanagatta unerkannt blieb. Nach einer ernsten Erkrankung, die sie zwei Monate lang ans Bett fesselte, ging sie wieder in einen kriegerischen Einsatz. Mit dem Temesvarer Deutsch-Banater Grenzregiment Nr. 12 nahm sie an der Belagerung Genuas teil. Dabei wirkte sie bei der Eroberung des Vorpostens Barbagelata mit. Infolge eines Gegenangriffs der eingeschlossenen französischen Truppen wurde Scanagattas Bataillon beinahe vollständig gefangen genommen, lediglich die von ihr geführte Abteilung konnte sich der Gefangennahme entziehen. Anschließend erhielten Scanagatta und ihre Abteilung den Auftrag, Barbagelata wieder zu besetzen und möglichst lange zu halten, um den Rückzug der österreichischen Nachhut zu sichern, was ihnen auch gelang. Am 1. März 1800 wurde Scanagatta zum Leutnant befördert.
Kurz vor ihrer Beförderung zum Leutnant besuchte Scanagatta ihre Eltern, die mittlerweile nach Cremona übergesiedelt waren. Ihre Mutter bemerkte während dieses Aufenthalts dunkle Male an Scanagattas Brust, die durch das Abbinden entstanden waren. Aus Sorge um die Gesundheit ihrer Tochter versuchten die Eltern nochmals, sie freiwillig zur Beendigung ihrer militärischen Laufbahn zu bewegen. Dieses Anliegen wies Scanagatta allerdings zurück und entgegnete, sie könne erst guten Gewissens den Dienst quittieren, wenn Frieden geschlossen sei. Nach Scanagattas Abreise beschloss ihr Vater ohne ihre Einwilligung zu handeln, offenbarte dem damaligen Oberbefehlshaber der österreichischen Truppen in Italien, General der Kavallerie Melas, dass sich seine Tochter unter den kämpfenden Truppen befand und bat um deren ehrenvolle Entlassung. Francesca Scanagatta erhielt am 4. Juni 1800, dem Tag an dem Genua fiel, ihre Beurlaubung auf unbestimmte Dauer und schließlich 1801 die Versetzung in den Ruhestand mit einer Leutnantspension. Ihr wurde gestattet, weiterhin Uniform zu tragen. Die frei gewordene Offiziersstelle wurde durch Scanagattas Bruder Guido nachbesetzt, der zuvor Kadett beim 44. Infanterieregiment gewesen war.
Am 16. Januar 1804 heiratete Scanagatta den italienischen Garde-Leutnant Cölestin Spini, den sie ein Jahr zuvor kennengelernt hatte. Spini trat 1815 in kaiserliche Dienste und starb am 6. Dezember 1831 als Major in Mailand. Kaiser Franz II. gewährte Scanagatta daraufhin per kaiserlichem Dekret neben ihrer Leutnantspension noch die Pension einer Majorswitwe. Der Armee blieb sie stets zugetan und als diese 1848 Mailand vorübergehend räumen musste, sorgte sie aufopfernd für die zurückgebliebenen Verwundeten. Zur Hundertjahrfeier der Theresianischen Militärakademie 1852 übermittelte sie ihre „gehorsamste Gratulation“ und unterzeichnete mit „Franz Scanagatta, Lieutenant, Major Spini Witwe“. Dieses Schreiben liegt heute noch im Museum der Militärakademie. Francesca Scanagatta konnte noch erleben, dass ihr ältester Enkel als Militärakademiker in Wiener Neustadt einrückte, bevor sie in ihrer Heimatstadt Mailand starb.

## Wahlspruch
„Una verace risoluta virtù non trova impresa impossibile a lei.“
(Wahrhaft entschlossener Seelenstärke ist nichts unmöglich).

## Kinder
Aus der Ehe Scanaggattas mit Cölestin Spini gingen zwei Söhne und zwei Töchter hervor:
- Franz, Priester
- Guilio (Julius), k.k. Delegatenstellvertreter ⚭ Isabella Strozzi, Eltern von Vincenz Spini, Ingenieur[8]
- Rosina, Stiftsdame in Verona
- Isabella ⚭ Luigi Maineri

## Rezeption
Bis in das 20. Jahrhundert hinein wurde Francesca Scanagattas Biografie auf verschiedene Weise kulturell rezipiert. Franz Lehár komponierte etwa ihr zu Ehren einen Marsch sowie eine Operette, deren Handlung an das Leben von ihr angelehnt ist und die 1901 in Wien uraufgeführt wurde. Der 1931 erschienene Film Liebeskommando von Géza von Bolváry basiert ebenfalls auf Scanagattas Lebensgeschichte, spielt allerdings in der Zeit um 1900.
Heute sind die Francesca Scanagatta-Straße in Wiener Neustadt sowie die Via Francesca Scanagatta in Dongo nach ihr benannt.